# Allan King
Allan Winton King (ur. 6 lutego 1930 w Vancouver, zm. 15 czerwca 2009 w Toronto) – kanadyjski reżyser filmowy, dokumentalista.
W 1956 kupił pierwszą kamerę. Studiował w Henry Hudson Elementary School w Vancouver na wydziale filozofii, która miała wielki wpływ na jego cały dorobek filmowy.
W latach 1960–1970 zasłynął jako twórca o trylogii dramatach życia codziennego. Był jednak przede wszystkim samoukiem. W ciągu 50 lat pracy z branża filmową, King pracował w każdym gatunku filmowym oprócz animacji, tworząc ogromny i zróżnicowany portfel kariery. 
Zbiór filmów przedstawiał kolejne etapy jego twórczości. Poświęcił się bardziej filmowo dokumentalnym. Był autorem ponad stu filmów, w tym takich dokumentów jak Warrendale (zrealizowany w 1967), A Married Couple (1969), Come on Children (1973) czy Dying at Grace (2003), a także pojedynczych odcinków seriali, m.in. Friday the 13th (1987), Droga do Avonlea (1989), Madison (1993), Legendy Kung Fu (1993) i Życie do poprawki (1999).
W 2002 otrzymał Order Kanady. W 2008 na 48. Krakowskim Festiwalu Filmowym (KFF) odebrał nagrodę Smoka Smoków z rąk Andrzeja Wajdy. 
Zmarł 15 czerwca 2009 w Toronto w Kanadzie w wieku 79 lat na guza mózgu. 